# النشاط الدماغي والتأمل

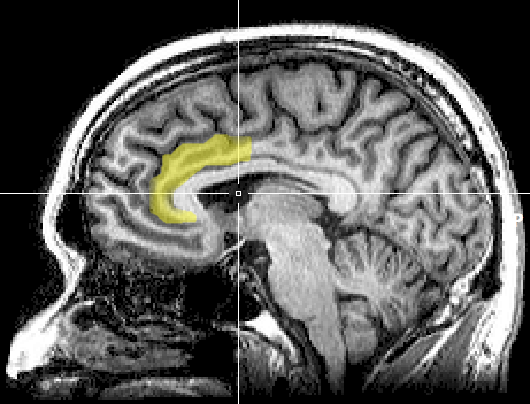
صورة تحت الرنين المغناطيسي للدماغ (إف ام آر آي) وهي وسيلة شائعة تستخدم لمراقبة تغيرات الدماغ التأملي.

أصبح التأمل وتأثيره على نشاط الدماغ والجهاز العصبي المركزي محور البحث التعاوني ما بين العلوم العصبية، وعلم النفس والبيولوجيا العصبية خلال النصف الأخير من القرن العشرين. استطاع البحث حول التأمل تحديد الممارسات المختلفة وإيجاد سماتها. يمكن تقسيم تأثير التأمل على الدماغ إلى فئتين: تغيرات الحالة وتغيرات السمة، اللتان تمثلان التغيرات في نشاطات الدماغ خلال سلوك التأمل والتغيرات الناجمة عن الممارسة طويلة الأمد، على الترتيب.
يخضع تأمل اليقظة الكاملة، أحد نهج التأمل البوذي الموجودة في الزن والفيباسانا، للدراسة المستمرة. يصف جون كابات زين تأمل اليقظة الكاملة على أنه انتباه كامل غير منحاز للحظة الحالية.

## تغيرات حالة الدماغ

### تخطيط كهربية الدماغ
استُخدم تخطيط كهربية الدماغ (إي إي جي) في العديد من الدراسات بوصفه الطريقة الأساسية لتقييم الدماغ التأملي. يستخدم تخطيط كهربية الدماغ وصلات كهربائية موضوعة على جميع أنحاء فروة الرأس بهدف قياس النشاط الكهربائي الكلي للقشرة المخية. يقيس «إي إي جي» على وجه التحديد الحقول الكهربائية لمجموعات العصبونات الكبيرة. يتميز «إي إي جي» بدقة زمنية ممتازة إلى جانب قدرته على قياس النشاط الإجمالي لأجزاء من القشرة المخية أو لكاملها حتى الوصول إلى نطاق الميلي ثانية. لا يمتلك «إي إي جي» دقة مكانية جيدة بعكس غيره من الوسائل المعتمدة على التصوير، إذ يتمثل استخدامه الأنسب في تقييم النشاط التلقائي الجاري في القشرة المخية. يمكن تصنيف هذا النشاط التلقائي في أربع فئات بناءً على تواتر النشاط، إذ يتراوح من موجات ديلتا منخفضة التواتر (أصغر من 4 هرتز) الملاحظة بشكل شائع خلال النوم إلى موجات بيتا (13-30 هرتز) المرتبطة مع حالة الدماغ اليقظ والمنتبه. تقع موجات تيتا (4-8 هرتز) وموجات ألفا (8-12 هرتز) بين هذين الطرفين.
ربطت العديد من الدراسات حول تأمل اليقظة الكاملة، التي خضعت للتقييم في مراجعة كان وبوليش في عام 2006، موجات ألفا منخفضة التواتر بالإضافة إلى موجات تيتا مع التأمل. أبلغت الدراسات الأقدم عن نتائج محددة أكثر، مثل انخفاض حصر ألفا وارتفاع نشاط تيتا الخاص بالفص الجبهي. تتمثل ظاهرة حصر ألفا في عدم قدرة الدماغ النشط، الذي يخضع عادة لنشاط موجات بيتا، على الانتقال بسهولة إلى نشاط موجات ألفا المشاركة غالبًا عن استرجاع الذاكرة. تشير هذه النتائج إلى إمكانية اعتبار الشخص في الحالة التأملية أكثر استرخاء مع محافظته على وعي حاد. مع ذلك، تشير مراجعتان شاملتان كبيرتان إلى ضعف الضوابط والتحليلات الإحصائية في هذه الدراسات الأولية، إذ يمكن اعتبار وجود نشاط موجات ألفا وتيتا المرتفع النتيجة المؤكدة الوحيدة لهذه الدراسات.

### التصوير العصبي
يُعد التصوير بالرنين المغناطيسي الوظيفي (إف إم آر آي) إحدى الوسائل المستخدمة بشكل شائع من أجل دراسة تغيرات الحالة في الدماغ التأملي. يكشف «إف إم آر آي» الزيادات الطفيفة في التدفق الدموي إلى مناطق الدماغ ذات النشاط الأيضي المرتفع. تشير بالتالي هذه المناطق ذات النشاط الأيضي المرتفع إلى مناطق الدماغ المستخدمة في الوقت الحالي لمعالجة أي منبهات مقدمة. بعكس «إي إي جي»، يتميز «إف إم آر آي» بدقته المكانية، مع قدرته على إنتاج خرائط مكانية تفصيلية للنشاط الدماغي. مع ذلك، يمتلك التصوير بالرنين المغناطيسي الوظيفي دقة زمنية ضعيفة ويفشل في قياس النشاط المتقدم بدقة عالية مثل «إي إي جي».

#### النتائج الطبوغرافية
بوصفه تقنية جديدة نسبيًا، لم يُستخدم «إف إم آر آي» إلا في الآونة الأخيرة بهدف تقييم تغيرات الحالة الدماغية خلال التأمل. أظهرت الدراسات ارتفاع النشاط في القشرة الحزامية الأمامية، والقشرة الجبهية وقشرة فص الجبهة الأمامية، وخاصة في المنطقة الجبهية الأمامية الإنسية الظهرية خلال تأمل الفيباسانا. بشكل مشابه، ثبت وجود نشاط مرتفع في كل من القشرة الحزامية والقشرة الجبهية خلال تأمل الزن. أفادت الدراستان باحتمالية إشارة هذه النتائج إلى حالة ما من ارتفاع التحكم الإرادي بالانتباه خلال تأمل اليقظة الكاملة. أظهرت أعمال المراجعات الخاصة بكان وشيسا إشارة هذه النتائج إلى الاستمرارية في تأثير التأمل على هذه المناطق من الدماغ، مستشهدين بمجموعة من الدراسات الأخرى حول الفروع التأملية الأخرى، لكنهما ذكرا الحاجة إلى مزيد من الدراسة باستخدام ضوابط أفضل.

#### دراسة التأمل والشعور
تشير مراجعة كان أيضًا إلى النتائج التي وصفت حالة شعورية متصاعدة لدى المتأمل. ركزت إحدى الدراسات المعقدة، التي نفذها لوتز وآخرين في عام 2008، على الاستجابة الشعورية خلال التأمل. شملت هذه الدراسة خلق حالة «تأمل التعاطف» لدى المتأملين الجدد وذوي الخبرة على حد سواء، إلى جانب اختبار استجابات المتأملين على الأصوات المشحونة عاطفيًا. أشارت نتائج «إف إم آر آي» إلى وجود نشاط متصاعد في القشرة الحزامية، بالإضافة إلى اللوزة الدماغية، والموصل الصدغي الجداري والتلم الصدغي العلوي الخلفي الأيمن، كاستجابة للأصوات العاطفية. يعتقد باحثو هذه الدراسة أن هذه النتائج بمثابة مؤشر على حساسية أكبر للتعبير الشعوري والشعور الإيجابي جراء تنشيط الدوائر العصبية.

## الأدب الشعبي

### التصوير الإيجابي
إلى جانب المؤلفات العلمية، كتب بعض المؤلفين العديد من الأبحاث الواعدة حول التأمل في كتب موجهة للجماهير العامة. تتمثل إحدى هذه الكتب في دماغ بوذا لريك هانسون الحاصل على شهادة الدكتوراه، إذ شارك الأبحاث والدراسات العلمية الحالية المتعلقة بالتأمل. يفسر هانسون، عالم أعصاب وباحث، الدراسات العلمية للقراء بلغة بسيطة ويناقش تأثير نتائجها. تتمثل حجة هانسون الرئيسية في اعتبار التأمل قادرًا على تعزيز المشاعر الإيجابية، مثل الحب، بطريقة معتمدة على اللدونة العصبية، مستشهدًا بعشرات الدراسات العلمية الداعمة لهذا الادعاء. تمثل وجهة نظر هانسون حركة شعبية أكبر لدراسة الظواهر الشرقية وتبنيها بما في ذلك التأمل في العالم الغربي.

### النقض
يعتقد النقاد، أمثال أوين فلاناغان الحاصل على شهادة الدكتوراه، أن هانسون وأمثاله يبالغون في تفسير نتائج الدراسات العلمية الحالية. في كتابة دماغ بوداسف: تطبيع البوذية، يقدم فلاناغان وجهة نظره التحفظية على البحث العلمي الحالي ويحذر القراء من النتائج ذات الوقع المثير للدراسات الحديثة. لا يعتقد فلاناغان أن العلم الحالي داعم لإمكانية تعزيز الشعور الإيجابي بشكل مشابه لقدرة ضحايا السكتة الدماغية على استخدام أطرافهم مرة أخرى مع الاستخدام المستمر لها. يعترف فلاناغان بالفعل بإمكانية وجود فوائد من التأمل بطريقة ما، لكن ما تزال آلية تأثير التأمل على الدماغ غير واضحة. بشكل مشابه، يجادل أواتسي بأن التأمل غير مخصص للدراسات البحثية المهتمة بملاحظة الفعالية السريرية في بعض الحالات، على الرغم من بقاء الآليات غير واضحة. يستخدم فلاناغان وهانسون العديد من الدراسات العلمية نفسها في محاولة دعم وجهتي نظرهما المختلفتين، لكن يقر كلاهما بوجود أهمية وحاجة إلى دراسات مستقبلية حول التأمل. ما تزال أبحاث التأمل في مراحلها المبكرة، وتوجد حاجة لإيجاد المزيد من النتائج التكرارية قبل تمكن المجتمع العلمي من دعم فعالية التأمل.